# Équipe d'Andorre masculine de handball
Dernière mise à jour : 13 octobre 2013.
L'équipe d'Andorre de handball est constituée par une sélection de joueurs andorrans sous l'égide de la Fédération andorrane de handball, lors des compétitions internationales.

## Histoire
L'équipe d'Andorre est officiellement devenue membre de l'EHF le 29 mai 2011. Le premier match officiel de l'équipe est un match amical face à l'Irlande le 7 octobre 2011. Devant plus de 350 spectateurs l'Andorre passe près de sa première victoire en s'inclinant 29 à 30.